# Musée d'Art contemporain de Lyon
Le Musée d'art contemporain de Lyon (couramment dénommé « macLYON » par les Lyonnais) est un musée lyonnais dont le bâtiment, partie de l'ancien palais de la foire de Lyon fut réalisé par l'architecte Charles Meysson avant d'être modifié par Renzo Piano. Il est situé à la cité internationale, près du parc de la Tête d'or dans le 6e arrondissement de Lyon. Il est consacré à l’art contemporain.

## Historique
En 1984, le Musée d'art contemporain de Lyon est situé dans une aile de l'actuel musée des Beaux-Arts de Lyon (musée Saint-Pierre art contemporain). La première intention de production s’est manifestée à l’occasion de l’exposition Georges Adilon au musée Saint-Pierre art contemporain (Octobre des Arts, 1984). L’œuvre produite a des dimensions monumentales (16,56 × 52 mètres), 1/6 seulement de l’œuvre est alors montrée.
En 1995, est inauguré le Musée d'art contemporain dans un bâtiment conçu par Renzo Piano en même temps que la troisième Biennale de Lyon intitulée « Vidéo, Cinéma, Image interactive ». Le bâtiment de 6 000 m2 conserve la façade de l'ancien palais de la foire de Lyon est au cœur de la cité internationale, ensemble architectural qui se déploie sur près d'un kilomètre le long du parc de la Tête d'or dans le 6e arrondissement. La politique de production d’œuvres d’art du musée imposait à l’architecte de concevoir un espace intérieur totalement modifiable, qui puisse répondre aux exigences multiples des artistes ainsi qu’à la diversité des scénarios d’expositions conçus par les conservateurs.
Le 30 mars 2018, Thierry Raspail, directeur du macLYON depuis sa création en 1984 et cofondateur de la Biennale de Lyon annonce son départ du musée.
Après avoir été responsable d'exposition au macLYON pendant près de 15 ans, Isabelle Bertolotti prend la direction du musée en 2018, accompagnée de Julien Nemoz en tant que secrétaire général depuis 2022.
Depuis 2018, le Musée d'art contemporain de Lyon constitue un pôle avec le musée des Beaux-Arts de Lyon, actuellement placé sous la direction générale de Sylvie Ramond, directrice du second.

## Expositions
- La Couleur seule, l'expérience du monochrome (Maurice Besset, au musée Saint-Pierre), 1998.
- Kimsooja : Conditions of humanity, conditions d'humanité , 5 février - 20 avril 2003[6].
- Rétrospective Andy Warhol, l'œuvre ultime, du 28 janvier au 8 mai 2005[7].
- Rétrospective Erwin Wurm, du 6 juin au 5 août 2007.
- Rétrospective Keith Haring du 22 février au 30 juin 2008[8].
- Rétrospective Ben, du 3 mars au 11 juillet 2010.
- Bruce Nauman, du 11 septembre au 31 décembre 2010.
- Trisha Brown, du 11 septembre au 31 décembre 2010.
- A step backwards / Caprice / Carré bleu sur fond blanc / Escort / Estate / Skylark / Cimaises et toblerones…/, Olivier Mosset, du 11 septembre au 31 décembre 2010.
- Pascale Marthine Tayou, du 24 février au 15 mai 2011.
- Biennale d'art contemporain de Lyon, du 15 septembre au 31 décembre 2011.
- Robert Combas, de février à juillet 2012.
- Motopoétique, exposition par Paul Ardenne, du 21 février au 20 avril 2014. Artistes : Alain Bublex, Benedetto Bufalino, Ange Leccia, Pierre et Gilles, Raphaël Zarka, Xavier Veilhan, Mélodie Mousset, Janet Biggs, Kevin Laisné, Elisabetta Benassi, Jean-Baptiste Sauvage, Brigitte Zieger…
- Imagine Brazil, 2014.
- Rétrospective Erró, du 3 octobre 2014 au 22 février 2015.
- Open Sea, du 17 avril 2015 au 12 juillet 2015.
- Yoko Ono - Lumière de L'aube, du 9 mars au 17 juillet 2016.
- Wall Drawings, Icônes urbaines, du 30 septembre 2016 au 15 janvier 2017.
- Los Angeles, une fiction, du 8 mars au 9 juillet 2017.
- 14e Biennale d'art contemporain, Mondes flottants, du 20 septembre 2017 au 7 janvier 2018.
- Pardo é Papel, Maxwell Alexandre, du 7 mars au 7 juillet 2019, commissaire : Matthieu Lelièvre[9].
- 15e Biennale d'art contemporain, Là où les eaux se mêlent, du 18 septembre 2019 au 5 janvier 2020[10].
- Edi Dubien - L'homme aux milles natures du 7 octobre 2020 au 2 mai 2021.
- Comme un parfum d'aventure du 7 octobre 2020 au 18 juillet 2021.
- iRL é RL du 19 mai 2021 au 18 juillet 2021.
- Jasmina Cibic, Stagecraft - une mise en scène du pouvoir du 15 septembre 2021 au 2 janvier 2022.
- Delphine Balley, Figures de cire du 15 septembre 2021 au 2 janvier 2022.
- Christine Rebet, Escapologie du 15 septembre 2021 au 2 janvier 2022.
- Little odyssée, du 11 février au 10 juillet 2022.
- Thameur Mejri, Jusqu'à ce que s'effondrent mes veines (États d'urgence), du 11 février au 10 juillet 2022.
- Mary Sibande, La Ventriloque rouge, du 11 février au 10 juillet 2022.
- Une histoire de famille, Collection(s) Robelin du 20 avril au 10 juillet 2022.
- 16e Biennale d'art contemporain, Manifesto of Fragility, du 14 septembre au 31 décembre 2022[Note 1] .
- Nathalie Djurberg & Hans Berg, La peau est une fine enveloppe du 24 février au 9 juillet 2023.
- Jesper Just, INTERFEARS du 24 février au 9 juillet 2023.
- Incarnations, le corps dans la collection du macLYON - acte 1 du 24 février au 9 juillet 2023.
- Incarnations, le corps dans la collection du macLYON - acte 2 du 22 septembre 2023 au 7 janvier 2024.
- Rebecca Ackroyd, Vitesse d'obturation, 22 septembre 2023 au 7 janvier 2024.
- AYA TAKANO, Nouvelle Mythologie, 22 septembre 2023 au 7 janvier 2024.
- Friends in Love and War — L’Éloge des meilleur·es ennemi·es avec le British Council, du 8 mars 2024 au 7 juillet 2024.
- Sylvie Selig, River of No Return, du 8 mars 2024 au 7 juillet 2024.
- Désordres - Extraits de la collection Antoine de Galbert, du 8 mars 2024 au 7 juillet 2024.
- 17e Biennale d'art contemporain, Les voix des fleuves - Crossing the water, du 21 septembre 2024 au 5 janvier 2025.
- Échos du passé, promesses du futur, du 7 mars au 13 juillet 2025.
- Univers Programmés, du 7 mars au 17 juillet 2025.

## Autres évènements
Le musée accueille certains évènements du sommet du G7 1996.

## Transports en commun
Le Musée d'art contemporain de Lyon est desservi par les lignes de bus :
- à la station Musée d'art contemporain.

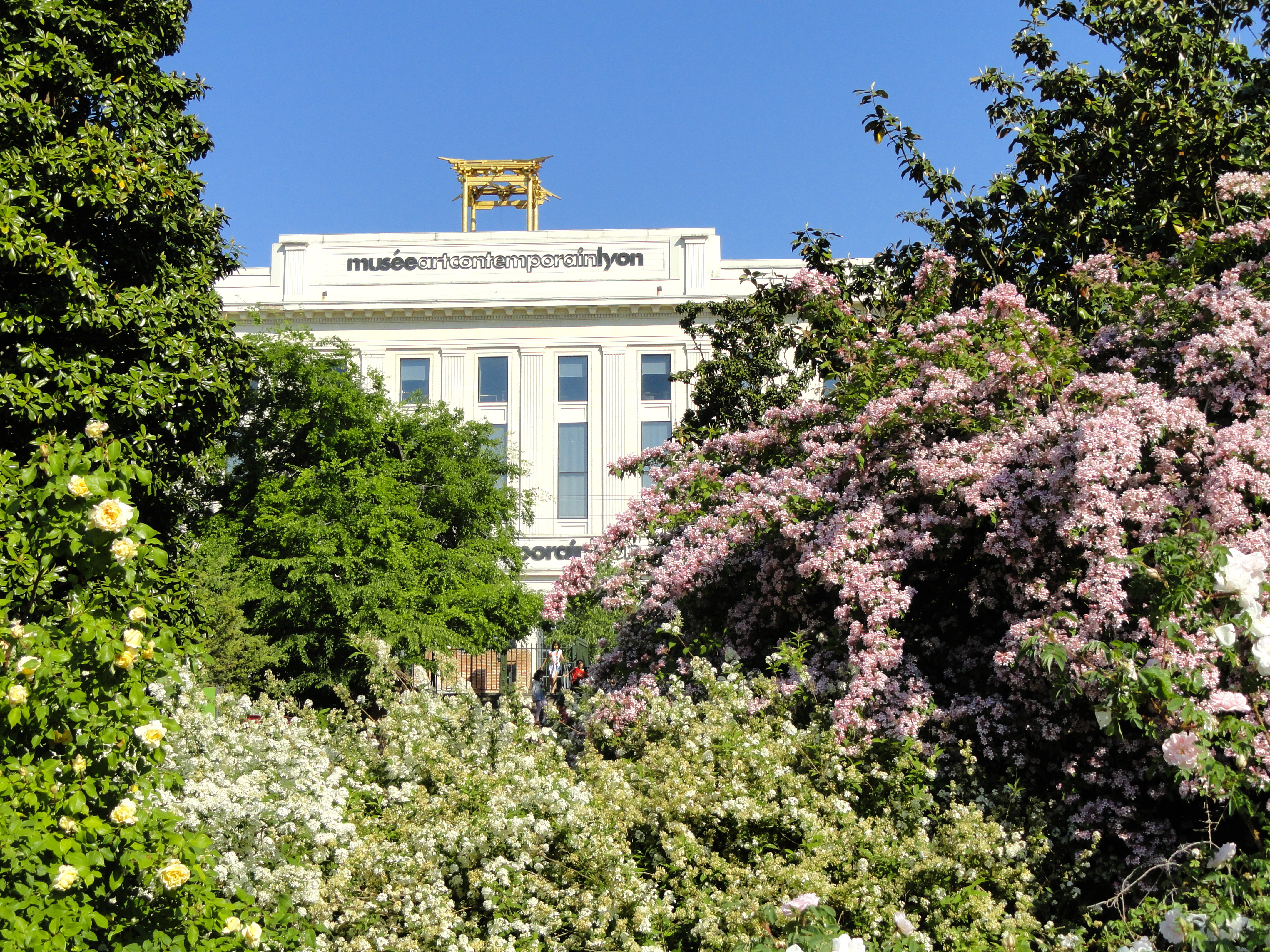
Le bâtiment vu du parc de la Tête d'or.
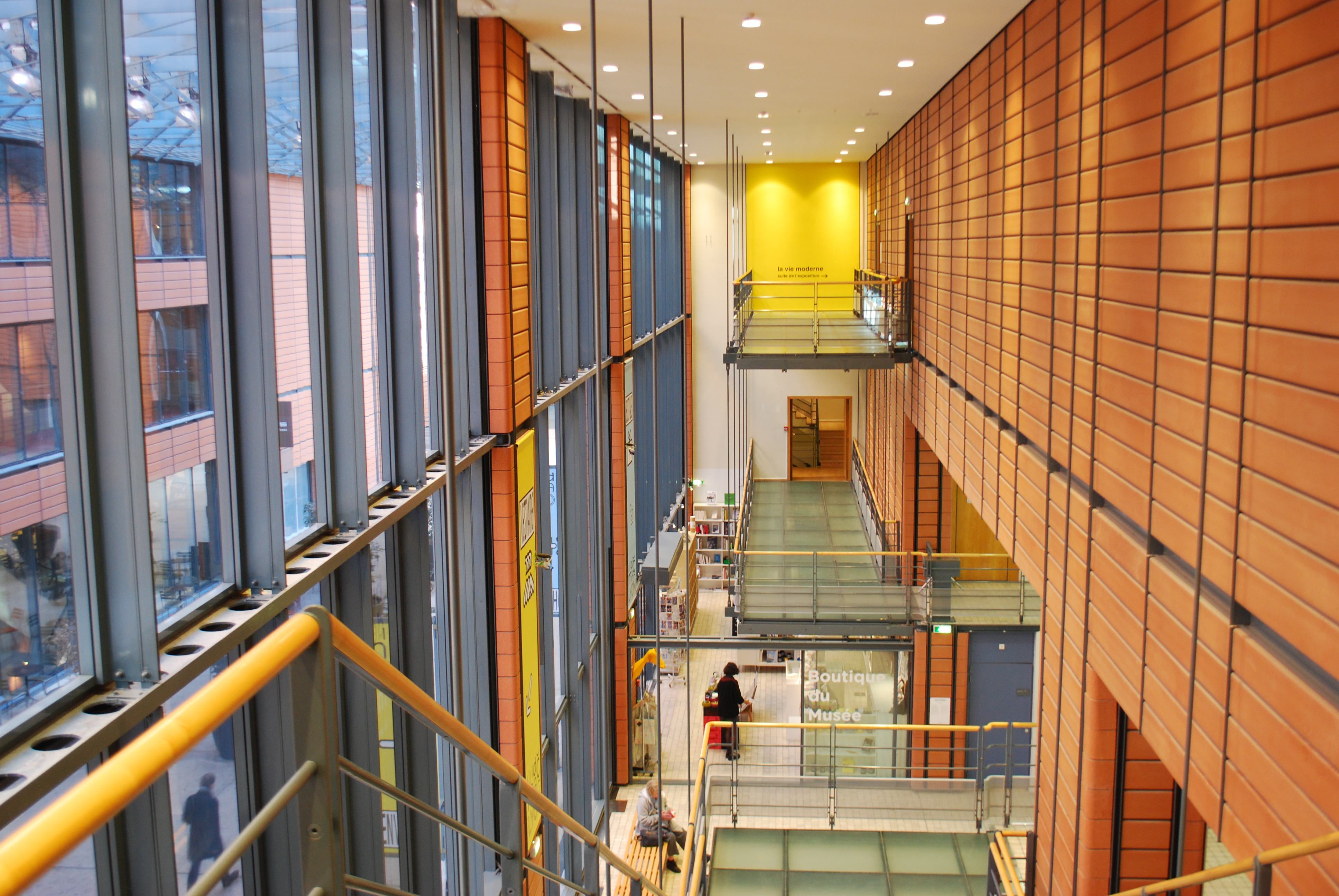
La Cité Internationale de Lyon.
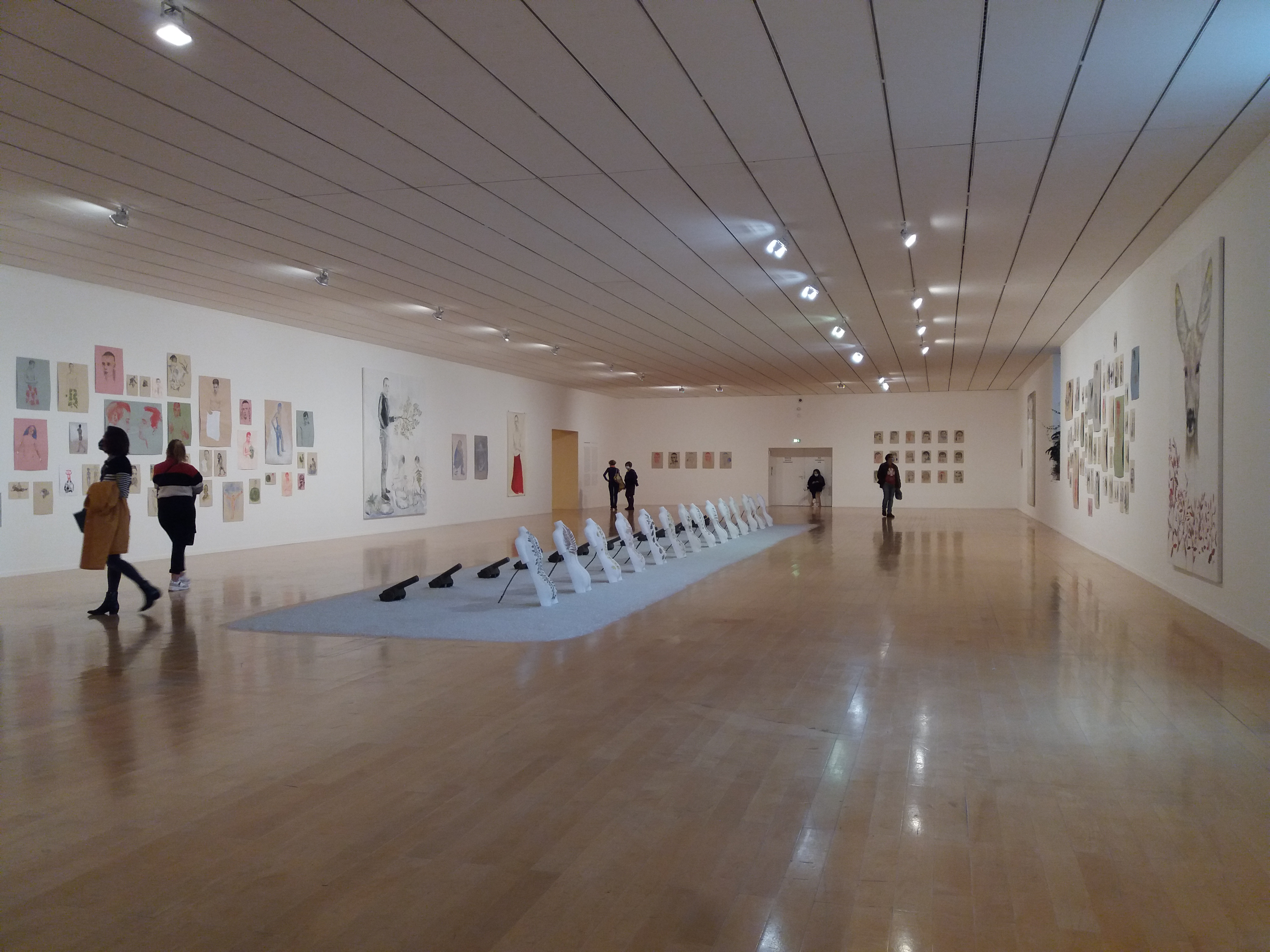
Vue de l'exposition « L'Homme aux mille natures » d'Edi Dubien (2020).